# Masdevallia os-viperae
Masdevallia os-viperae là một loài thực vật có hoa trong họ Lan. Loài này được Luer & Andreetta mô tả khoa học đầu tiên năm 1989.